# Sophie Duker

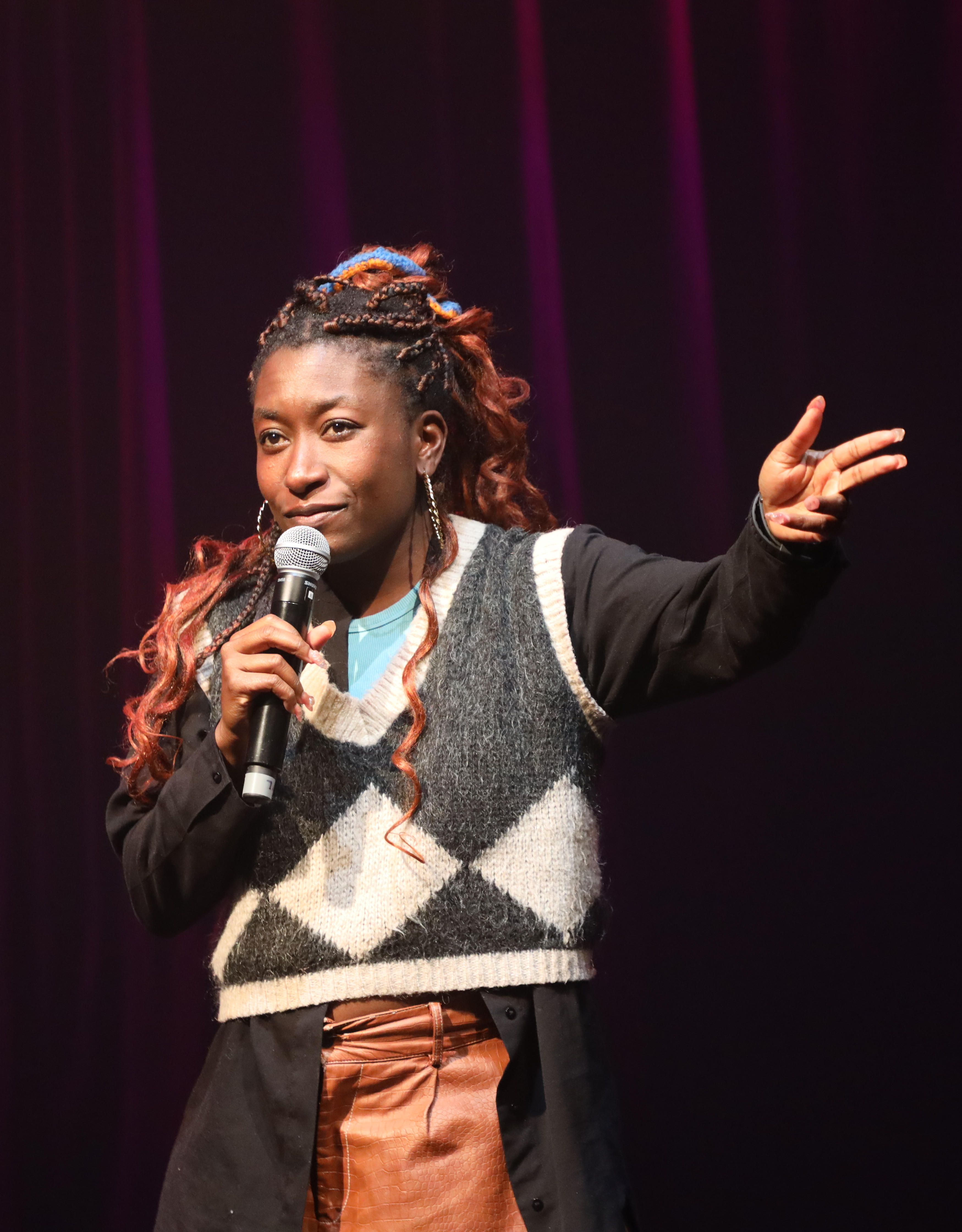
Sophie Duker (2024)

Sophie Duker (geboren 1989/1990) ist eine britische Stand-Up Komikerin.

## Leben
Duker wurde in London als Kind westafrikanischer Immigranten geboren. Ihre Mutter ist aus Kamerun und ihr Vater aus Ghana. Bis 2008 besuchte sie die North London Collegiate School und studierte danach Französisch und Englisch am Wadham College, Oxford. Sophie Duker identifiziert sich als queer.

## Karriere
Sophie Duker gründete die Manic Pixie Dream Girls Show als Part des Edinburgh's Free Festival und moderierte diese 2016 und 2017.
Sie schrieb für die Huffington Post und war Produzentin für die Show Frankie Boyle's New World Order.
2017 trat sie in der Turtle Canyon Produktion The Dates auf, welche bisexuelles Datingleben darstellt. Im folgenden Jahr gründete sie die Comedy-Nacht Wacky Racists, bei der sie bis 2023 zusammen mit Comedians wie Kiell Smith-Bynoe und Desiree Burch regelmäßig im 2Northdown in King's Cross, London auftrat. Im selben Jahr fand auch die Premiere ihrer ersten Stand-Up Show, Diet Woke, statt.
2019 trat sie bei 8 Out of 10 Cats, Frankie Boyle's New World Order, Dave Gorman: Terms and Conditions Apply und Mock the Week auf. Sie war außerdem Autorin und Teilnehmerin für die Hip-Hop Panel-Show Don't Hate the Playaz. In jenem Jahr trat sie auch mit ihrer Show Venus live bei den Festivals Brighton Finge und Edinburgh Fringe auf.
Im September 2020, bei einem ihrer Auftritte bei Frankie Boyle's New World Order, eine Sendung bei der Gäste mit dem Host Frankie Boyle verschiedene umstrittene Themen diskutieren, schlug dieser die satirische Aussage „Black Lives Matter glosses over the complexities of a world where we all need to come together and kill whitey“ (deutsch: „Black Lives Matter beschönigt die Komplexität einer Welt, in der wir alle zusammenkommen und die Weißen töten müssen.“) vor. Ein Ausschnitt von Duker, wie sie einen Witz machte, der die Formulierung „kill whitey“ wiederholte – eine Formulierung, die laut ihr vorher von BBC gestattet wurde – ging online viral. Duker machte sich über die Formulierung im Rahmen der Diskussion um ihre Sicht auf das Weißsein und den Kapitalismus lustig, dies geschah als Antwort auf einen Clip von James Baldwin aus den 1970er Jahren, in dem dieser über Black Power sprach. Duker beschrieb, dass „far-right blogs to mainstream tabloids“ (deutsch: „rechte Blogs bis zu Mainstream Boulevardzeitungen“) begannen, die Geschichte zu besprechen. In einem Artikel der Daily Mail kritisierte Sarah Vine Dukers Kommentare als „hateful dogma“ (t: „hasserfülltes Dogma“). Nach der Veröffentlichung dieses Artikels gingen über 1300 Beschwerden bei der BBC ein. Als Erwiderung auf diese schrieb die BBC, dass der Inhalt „within audience expectations for a post-watershed, topical, satirical programme from a comedian whose style and tone are well-established“ (deutsch: „Es entspricht den Erwartungen des Publikums an ein aktuelles, satirisches Programm mit einer Komikerin, deren Stil und Ton gut etabliert sind.“). Die Beschwerden wurden später zurückgewiesen. Im Januar 2021 wurde in Manchester eine polizeiliche Untersuchung wegen Hasskriminalität eingeleitet, welche nach einer Woche beendet wurde. Duker wurde in Folge der Diskussion in den Kommentaren in den Sozialen Medien Gegenstand rassistischer Beleidigungen.
2021 wurde sie von Rumpus Media angestellt, um eine neue von Frauen geführte Panel-Show auf Comedy Central zu co-moderieren. In dieser Sendung, mit dem Titel Yesterday, Today and The Day Before, sollte sie zusammen mit Suzi Ruffell und Maisie Adam zu sehen sein, jedoch beendete sie hier ihre Arbeit nach einer Folge, weil Teile ihres Monologes über den Israelisch-Palästinensischen Konflikt vom Sender rausgeschnitten wurden. Aus Protest verließ sie die Sendung zusammen mit der Komikerin Kemah Bob, die auch in der Sendung auftreten sollte, und einer Produktionsassistentin.
Im Juli 2021 trat sie bei einer Wohltätigkeitsveranstaltung für Reclaim These Streets auf.
2022 gewann sie die dreizehnte Staffel der Comedy-Show Taskmaster und die Quiz-Show Celebrity Mastermind.

## Filmografie
| Year      | Title                                   | Notes                     |
| --------- | --------------------------------------- | ------------------------- |
| 2017      | The Dates                               | Kurzfilm                  |
| 2019–2023 | Frankie Boyle's New World Order         | 10 Folgen                 |
| 2019–2020 | Mock the Week                           | 3 Folgen                  |
| 2019–2020 | 8 Out of 10 Cats                        | 2 Folgen                  |
| 2019      | The Dog Ate My Homework                 | 1 Folge                   |
| 2019      | Don't Hate the Playaz                   | 1 Folge                   |
| 2019      | Dave Gorman: Terms and Conditions Apply | 1 Folge                   |
| 2020      | Roast Battle                            | 1 Folge                   |
| 2020      | 8 Out of 10 Cats Does Countdown         | 1 Folge                   |
| 2020      | Comedy Game Night                       | 1 Folge                   |
| 2020      | Jonathan Ross' Comedy Club              | 1 Folge                   |
| 2020      | Sorry, I Didn't Know                    | 1 Folge                   |
| 2021      | The Science(ish) of Stranger Things     | 1 Folge                   |
| 2021      | The Last Leg                            | 1 Folge                   |
| 2021      | Richard Osman's House of Games          | 5 Folgen                  |
| 2021      | Yesterday, Today and The Day Before     | 1 Folge                   |
| 2021      | Joe Lycett's Got Your Back              | 2 Folgen                  |
| 2021      | Comedians Giving Lectures               | 1 Folge                   |
| 2022      | Taskmaster                              | Gewinnerin, Staffel 13    |
| 2022      | Celebrity Mastermind                    | Folge 10; Gewinnerin      |
| 2024      | Taskmaster                              | Champion of Champions III |
| 2024      | Richard Osman's House of Games          | 5 Folgen                  |